# دامککو دوبوتسو
دامککو دوبوتسو (به ژاپنی: だめっこどうぶつ، حیوانات بدردنخور) یک سری مانگا ژاپنی نوشته و طراحی شده توسط نوریکو کوواتا است که از نوامبر ۲۰۰۱ در مجله مانگا لایف در حال چاپ است. یک مجموعه تلویزیونی انیمه بر پایه این مجموعه ساخته شده‌است که در قالب ۲۶ قسمت ۵ دقیقه‌ای از ۱۷ ژانویه ۲۰۰۵ تا ۲۱ فوریه ۲۰۰۵ از شبکه کید استیشن پخش‌شد.